# Марцадори, Лаура
Лаура Марцадори (итал. Laura Marzadori, 9 января 1989, Болонья) – итальянская скрипачка.

## Биография
Закончила Болонскую консерваторию (2005). После этого занималась у Сальваторе Аккардо  в Walter Stauffer Accademia в Кремоне и Академии Киджи в Сиене, у Павла Бермана в Академии Имолы.

## Репертуар
Исполняла сочинения Баха, Моцарта, Паганини, Бетховена, Шуберта, Мендельсона, Йозефа Славика, Дворжака, Сибелиуса, Ансальдо Поджи, Брамса, Шоссона, Сен-Санса, Равеля, Дебюсси, Респиги, Хубаи, Прокофьева, Шостаковича и др.

## Концертная деятельность
Помимо Италии, выступала в Германии, Швейцарии, Испании, Чехии, Украине, США. Играла вместе с Сальваторе Аккардо, Бруно Канино, Бруно Джуранна, Павлом Берманом, Антониу Менезисом и другими выдающимися мастерами.

## Признание
Первая премия на конкурсе Андреа Амати (Кремона). Первая премия на конкурсе скрипачей в Витторио-Венето (2005) и другие награды.